# Мексикано-японські відносини
Мексикано-японські відносини - двосторонні дипломатичні відносини між Мексикою та Японією.

## Історія
Мексика входила до складу Іспанської імперії під назвою Віце-королівство Нова Іспанія, під контролем якої знаходився торговий шлях між Манілою та Акапулько. Через цей торговий маршрут іспанські галеони торгували із сусідніми країнами, у тому числі з Японією. У Манілу прибували японські торгові судна з товаром на борту для торгівлі з іспанським урядом. З Маніли іспанські судна перевозили японські товари в Акапулько, потім постачали вантаж до порту Веракруза, а звідти товар доставлявся на кораблях до Іспанії.
В середині 1500 іспанські єзуїти, багато з яких народилися в Новій Іспанії, почали прибувати в Японії для поширення християнства.
У 1597 видатний японський військовий діяч Тойотомі Хідеосі заборонив проповідування християнства і наказав усім місіонерам залишити Японію. Декілька іспанських єзуїтів не пішли і були страчені в Нагасакі.
У 1609 іспанський галеон під назвою «Сан-Франциско» зазнав аварії біля селища Отаки, на шляху з Маніли в Акапулько. Японські рибалки врятували 370 людей, серед тих, хто вижив, був новий іспанський губернатор Філіппін Родріго де Віверо. У Японії Родріго де Віверо поїхав до Токіо, де провів зустріч із представниками уряду країни, результатом чого стало встановлення прямих торгових відносин між Японією та Іспанською імперією. Провівши деякий час у Японії, Родріго де Віверо повернувся до Акапулько на новому кораблі, побудованому в Японії під назвою «Сан-Буенавентура», з японським екіпажем на борту. У Мехіко де Віверо зустрівся з віце-королем Нової Іспанії Луїсом де Веласко-і-Кастілья і повідомив про свій контакт із японською владою.
У березні 1611 віце-король Веласко-і-Кастілья розпорядився відправити дипломатів з Акапулько до Японії, щоб віддячити уряду цієї країни за допомогу губернатору Родріго де Віверо. Делегація вирушила до Японії на кораблі «Сан-Буенавентура» разом із подарунками на борту, серед яких був годинник, зроблений у Мадриді. Японці побачили годинник вперше у своєму житті.
30 листопада 1888 мексиканський політик Матіас Ромеро та міністр закордонних справ Японії Муцу Мунеміцу підписали Договір про дружбу, торгівлю та судноплавство. Цей договір підтверджував дипломатичне визнання обох країн, їхнє право на здійснення торгових відносин один з одним. Крім того, цей договір мав стати першим для подальшого розширення торговельно-економічних відносин між країнами.
У травні 1942 Мексика оголосила війну країнам «осі», які включали і Японію, тим самим вступивши у Другу світову війну на боці Антигітлерівської коаліції. Мексиканський авіаційний підрозділ 201st Fighter Squadron боровся проти японських пілотів у Битві за Лусон на Філіппінах. Через кілька років після закінчення Другої світової війни мексикано-японські відносини було відновлено.

## Торгові відносини
У квітні 2005 Японія та Мексика підписали угоду про вільну торгівлю.
У 2016 товарообіг між країнами становив суму 21 млрд. доларів США. Більшість торгівлі країн пов'язані з постачанням сільськогосподарської продукції, алкоголю та автомобілів.
У 2005-2012 японські компанії інвестували в економіку Мексику понад 12 млрд. доларів. доларів США, в основному спрямовані на розвиток автомобільної промисловості.